# Bălcăuți
Bălcăuți est une commune de Roumanie, située dans le județ de Suceava, en Bucovine. Elle est composée de trois villages : Bălcăuți, Gropeni et Negostina.

## Géographie
La commune se trouve dans la partie nord du județ de Suceava, à proximité de la frontière avec l’Ukraine. Elle est située dans une zone de collines et de plaines caractéristiques de la Bucovine, traversée par de petites rivières et entourée de terres agricoles. La route nationale DN2E relie la commune aux villes voisines de Siret et Rădăuți.

## Histoire
La région de Bălcăuți fait partie de la Bucovine historique. Comme d’autres localités du județ de Suceava, elle a connu différentes influences administratives et culturelles : austro-hongroise, roumaine et soviétique (après la Seconde Guerre mondiale, avec la proximité immédiate de la frontière).  
La population de la commune est marquée par une présence importante de la minorité ukrainienne, implantée de longue date dans le nord de la Bucovine.

## Démographie
Lors du recensement de 2011, 69,67 % de la population se déclarent ukrainiens et 28,82 % roumains (1,33 % ne déclarent pas d'appartenance ethnique et 0,16 % déclarent appartenir à une autre ethnie).

## Politique
| Parti | Parti                                  | Sièges |
| ----- | -------------------------------------- | ------ |
|       | Parti national libéral (PNL)           | 6      |
|       | Parti social-démocrate (PSD)           | 6      |
|       | Union des Ukrainiens de Roumanie (UCR) | 1      |